# Bubble Up
Bubble Up és una marca de refrescs de llima i llimona creada el 1919 per Sweet Valley Products Co. de Sandusky, Ohio. Actualment, és fabricat per Dad's Root Beer Company, LLC i propietat de Hedinger Brands, LLC als Estats Units, Canadà i Mèxic, i per Monarch Beverage Company per als mercats internacionals (en particular Àsia i Àfrica).

## Història
El 1919 Bubble Up va començar com un refresc carbonatat de llima i llimona. Inicialment la marca era propietat de Sweet Valley Products.
El primer registre de marca es va presentar el 13 d'agost de 1919. Posteriorment, la marca va ser propietat de la Bubble Up Company, Inc. de Chicago. Amb l'eslògan, "A kiss of Lemon, A kiss of Lime", Bubble Up es va distribuir a la xarxa d'embotelladors de Coca-Cola abans que Sprite.
Bubble Up es va produir deu anys abans que el seu competidor, 7 Up, propietat de Pepsi.
El 1978 Bubble Up va ser comprat per The Monarch Company. El 2007, Hedinger Brands, LLC va comprar Bubble Up a Monarch per als mercats d'Estats Units, Canadà i Mèxic i llicenciada a The Dad's Root Beer Company, LLC.